# ادامنت (ورمانت)
ادامنت (به انگلیسی: Adamant) یک منطقهٔ مسکونی در ایالات متحده آمریکا است که در کالیاس واقع شده‌است. ادامنت ۴۳۸ متر بالاتر از سطح دریا واقع شده‌است.